# Heteropaussus
Heteropaussus is een geslacht van kevers uit de familie van de loopkevers (Carabidae). De wetenschappelijke naam van het geslacht is voor het eerst geldig gepubliceerd in 1860 door James Livingston Thomson.

## Soorten
Het geslacht Heteropaussus omvat de volgende soorten:
- Heteropaussus allardi (Raffray, 1886)
- Heteropaussus alternans (Westwood, 1850)
- Heteropaussus angolensis Luna de Carvalho, 1959
- Heteropaussus basilewskyi (Luna de Carvalho, 1951)
- Heteropaussus brevicornis (Wasmann, 1904)
- Heteropaussus bruecklei Nagel, 1982
- Heteropaussus cardonii (Gestro, 1901)
- Heteropaussus corintae Luna de Carvalho, 1958
- Heteropaussus curvidens (Reichensperger, 1938)
- Heteropaussus dohrni (Ritsema, 1875)
- Heteropaussus ferranti (Reichensperger, 1925)
- Heteropaussus flavolineatus (Kraatz, 1899)
- Heteropaussus hastatus (Westwood, 1850)
- Heteropaussus jeanneli (Reichensperger, 1938)
- Heteropaussus kivuensis Luna de Carvalho, 1965
- Heteropaussus laticornis (H.Kolbe, 1896)
- Heteropaussus lujae (Wasmann, 1907)
- Heteropaussus oberthueri (Wasmann, 1904)
- Heteropaussus parallelicornis (Wasmann, 1922)
- Heteropaussus passoscarvalhoi Luna de Carvalho, 1971
- Heteropaussus quadricollis (Wasmann, 1910)
- Heteropaussus rossi Luna de Carvalho, 1968
- Heteropaussus simplex (Reichensperger, 1922)
- Heteropaussus taprobanensis (Gestro, 1901)
- Heteropaussus trapezicollis (Wasmann, 1922)
- Heteropaussus westermanni (Westwood, 1838)